# ليو ييتشانغ
ليو ييتشانغ (بالإنجليزية: Liu Yichang)‏ (7 ديسمبر 1918، شانغهاي في الصين - 8 يونيو 2018 في الصين)؛ كاتب، صحفي وروائي ماليزي.